# Kent Plateau
Kent Plateau är en platå i Antarktis. Den ligger i Östantarktis. Australien gör anspråk på området.